# جريج إليس
جريج إليس (بالإنجليزية: Greg Ellis)‏ (و. 1968 – م) هو ممثل، وممثل تلفزيوني، وممثل أفلام، من المملكة المتحدة.

## وصلات خارجية
- جريج إليس على موقع IMDb (الإنجليزية)
- جريج إليس على موقع ألو سيني (الفرنسية)
- جريج إليس على موقع ميوزك برينز (الإنجليزية)
- جريج إليس على موقع أول موفي (الإنجليزية)
- جريج إليس على موقع قاعدة بيانات الأفلام السويدية (السويدية)
- جريج إليس على موقع ديسكوغز (الإنجليزية)
- جريج إليس على موقع قاعدة بيانات الفيلم (الإنجليزية)
- جريج إليس على موقع كينوبويسك (الروسية)